# Safita

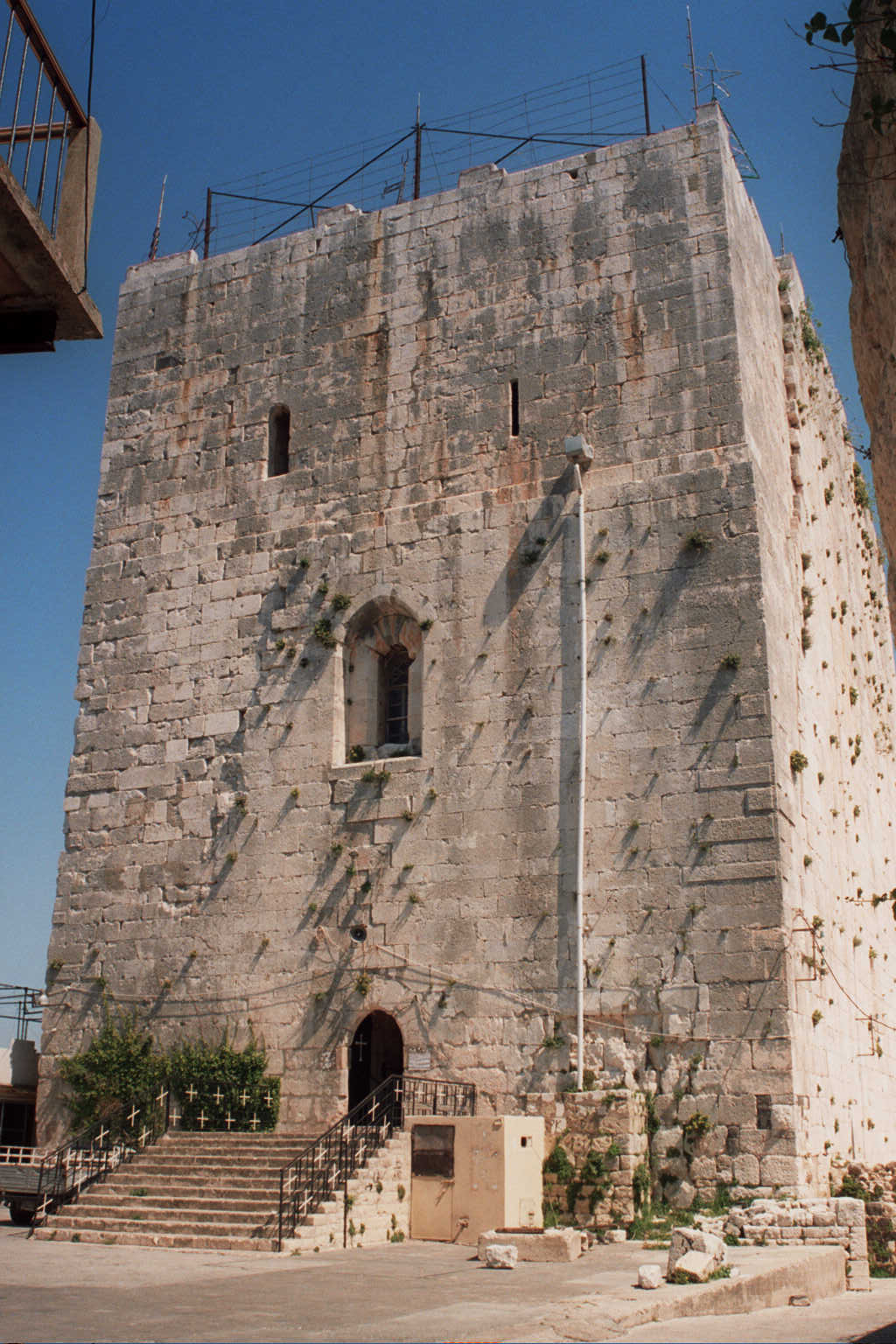
Biała Wieża

Safita (arab. صا فيتا) – miasto w północno-zachodniej Syrii. Miasto liczy ok. 33 000 mieszkańców. Jest położone na 3 wzgórzach w pobliżu wybrzeża. W przeszłości było ważnym ośrodkiem w hrabstwie Trypolisu.

## Chastel Blanc
Znajduje się tu Chastel Blanc (pol. Biała Wieża) -- donżon wybudowany przez rycerzy z zakonu Templariuszy podczas trwania krucjat. Powstał na środkowym wzgórzu spośród trzech znajdujących się w Saficie, dzięki czemu rozpościera się z niego wspaniały widok na całą okolicę. Stanowił on główny element fortyfikacji krzyżowców w tym rejonie. Z jego dachu widać Morze Śródziemne oraz zaśnieżone szczyty gór Libanu, i miasto Trypolis. Z Chastel Blanc powinno być również widać takie warownie templariuszy jak Tartus i wyspę Ruad na północnym zachodzie, Chastel Rouge na wybrzeżu na południowym zachodzie, Gibelacar na południu i Krak des Chevaliers (syryjską siedzibę rycerzy zakonu joannitów) na południowym wschodzie. Donżon ma 28 metrów wysokości, 31 metrów długości i 18 metrów szerokości. Na jego zachodniej ścianie znajduje się duży dzwon, który słychać nawet z odległości 5 kilometrów od Safity.